# Dorfkirche Niederlandin

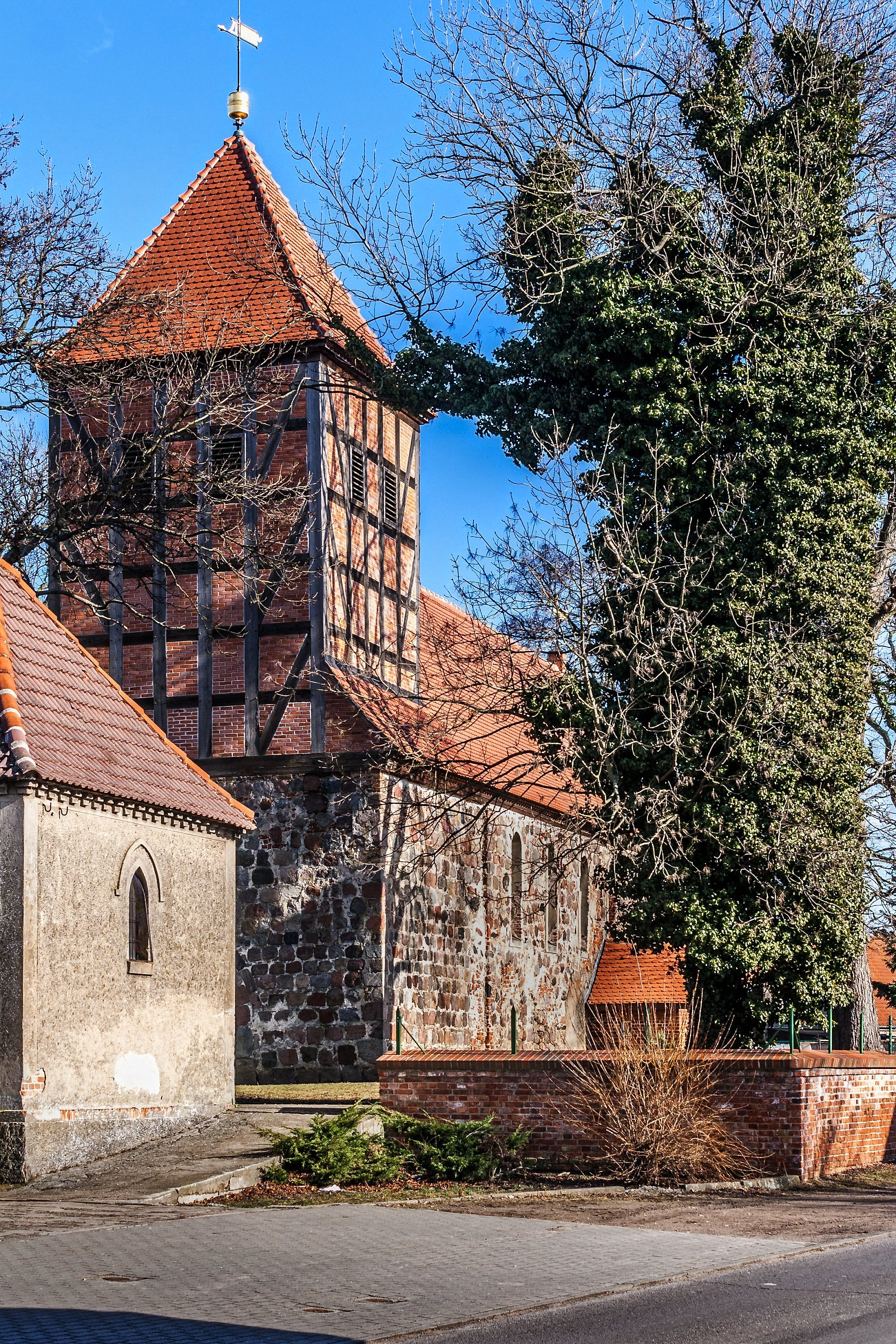
Dorfkirche Niederlandin

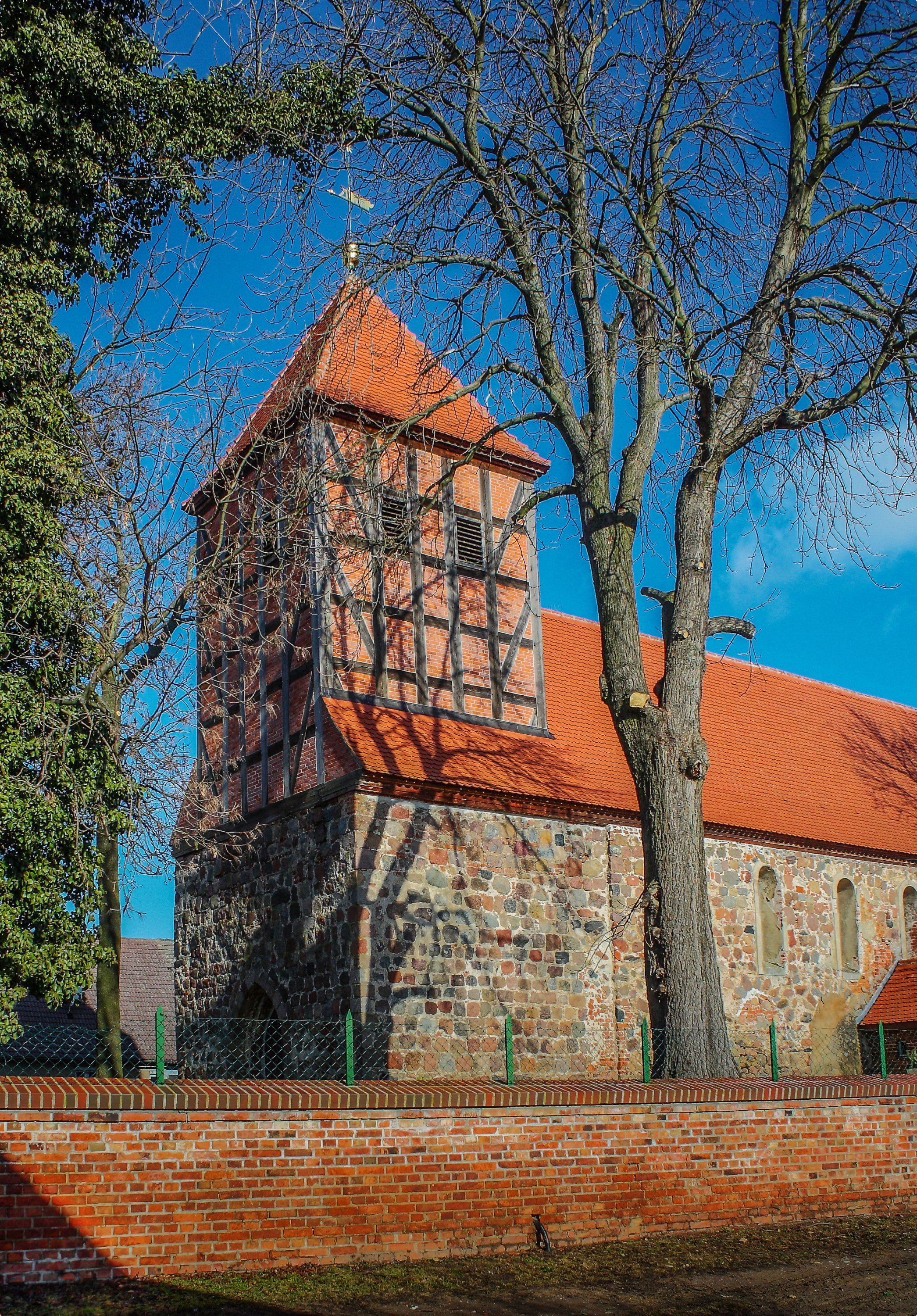
Südwestansicht

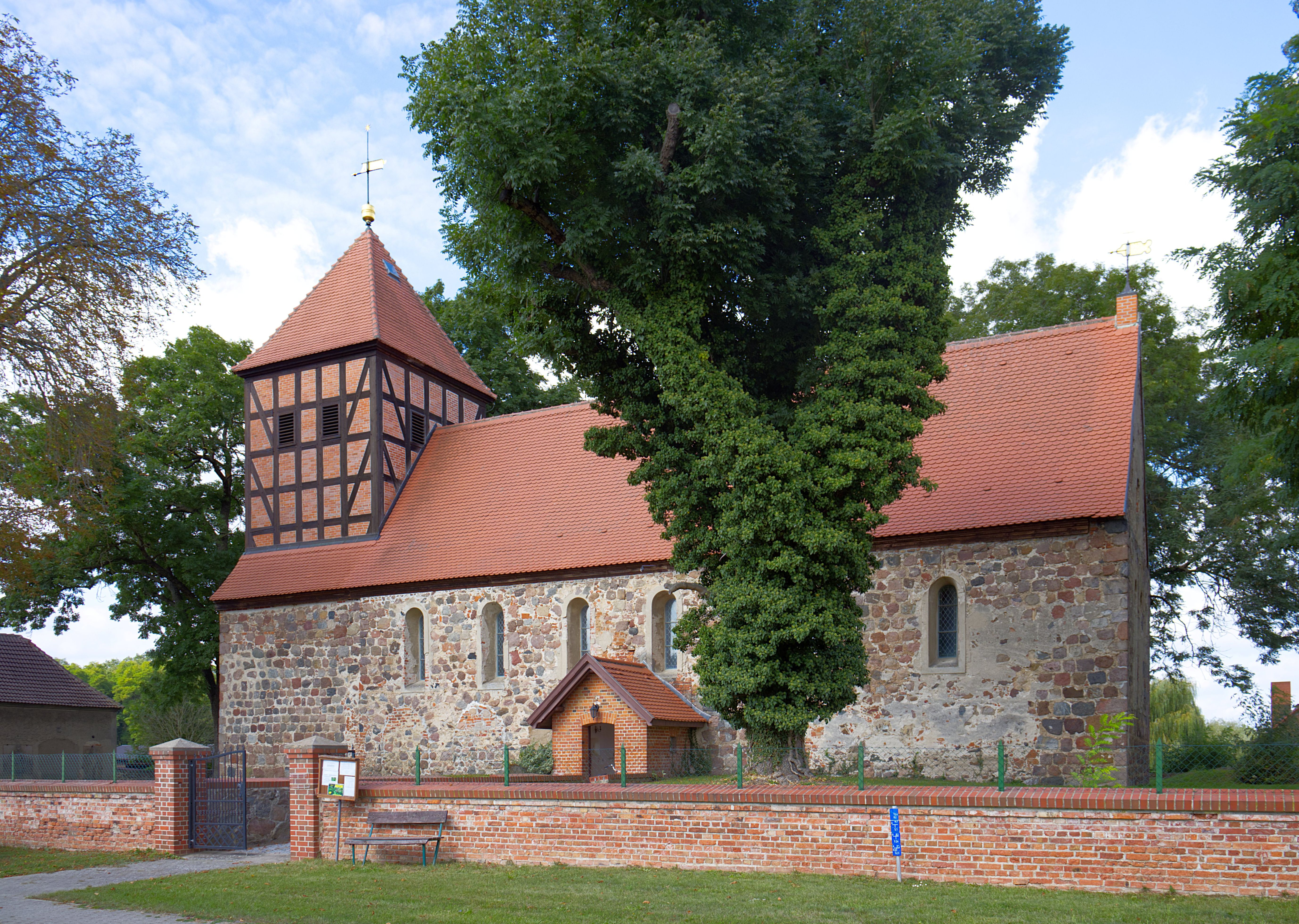
Gesamtansicht aus Süden

Die evangelische Dorfkirche Niederlandin ist eine ehemals basilikale Saalkirche im Gemeindeteil Niederlandin der Stadt Schwedt/Oder im Landkreis Uckermark in Brandenburg. Sie gehört zum Pfarrsprengel Schwedt im Kirchenkreis Uckermark der Evangelischen Kirche Berlin-Brandenburg-schlesische Oberlausitz.

## Geschichte und Architektur
Die Feldsteinkirche aus der zweiten Hälfte des 13. Jahrhunderts war früher die einzige basilikale mittelalterliche Dorfkirche der Uckermark. Sie ist seit dem Verlust der Seitenschiffe ein langgestreckter rechteckiger Saalbau mit im Süden leicht eingezogenem Westturm; der Turmaufsatz in Fachwerk vermutlich aus der Zeit um 1700 wurde im Jahr 1993 erneuert. Im Westen wird die Kirche durch ein gestuftes Spitzbogenportal, in der nördlichen Chormauer durch ein Rundbogenportal erschlossen. Die vermauerten Spitzbogenarkaden der ehemaligen Seitenschiffe sind in den Schiffswänden erkennbar. Im Norden sind vier, im Süden drei Arkaden erkennbar, hier sind  Fragmente von Zirkelritzungen des ehemaligen Innenputzes zu finden. Die vierte Arkade der Südseite wurde vermutlich gegen Ende des 19. Jahrhunderts zum Kirchenportal mit moderner Backsteinvorhalle umgebaut. Die Fenster wurden in der zweiten Hälfte des 19. Jahrhunderts rundbogig erneuert. Innen ist das Bauwerk flachgedeckt; die Westempore stammt aus dem 19. Jahrhundert. Die gemalten Blattwerkfriese und Wandquaderung wurden um 1900 geschaffen.

## Ausstattung
Hauptstück der Ausstattung ist ein Schnitzaltar aus der Zeit um 1470, der teilweise erneuert wurde. Im Schrein ist die Mondsichelmadonna im Strahlenkranz von Engeln umgeben dargestellt, seitlich sind in zwei Registern vier Heilige angeordnet, in den Flügeln die zwölf Apostel; alle Figuren sind unter Maßwerkschleiern aufgestellt. Der Aufsatz ist ein Werk vom Ende des 19. Jahrhunderts. Die hölzerne Kanzel vom Anfang des 17. Jahrhunderts zeigt am polygonalen Korb Reliefs der Evangelisten, am Aufgang Petrus und Paulus. Die Taufe aus der gleichen Zeit steht auf einem Ständer mit Tierfüßen, ähnlich wie in der Dorfkirche Mürow. In den Arkadenfüllungen sind Reliefs der Evangelisten, des Untergangs der Ägypter im Roten Meer und der Taufe des äthiopischen Kämmerers zu finden.
Eine Taufschale aus Zinn wurde 1661 geschaffen. Ein gusseisernes Leuchterpaar stammt aus der ersten Hälfte, ein Messing-Kronleuchter aus dem späteren 19. Jahrhundert.
Die Orgel ist ein Werk von Albert Lang aus dem Jahr 1891 mit neun Registern auf einem Manual und Pedal, wobei der Prospekt einer Orgel von Joachim Wagner aus dem Jahr 1749 wiederverwendet wurde.
Gegenüber dem Westportal am ehemaligen Erbbegräbnis der Familie von Arnim sind zwei Figurengrabsteine für Matthäus von Arnim († 1590) und, ebenfalls dort Kirchenpatron für seine Familie von Diringshofen, dem Fideikommissherrn Johann Friedrich von Diringshofen († 1810) erhalten; der Verstorbene ist entsprechend der Mode des ausgehenden 18. Jahrhunderts gekleidet.